# Попов, Лев Васильевич
Лев Васильевич Попо́в (1845—1906) — патолог и терапевт, профессор Военно-медицинской академии, тайный советник.

## Биография
Родился 20 февраля 1845 года в станице Мелиховской Области войска Донского.
Образование получил в Новочеркасском духовном училище, Воронежской духовной семинарии, затем в Медико-хирургической академии.
Выпущен из Академии со званием лекаря в 1868 году, в 1872 году посетил Берлин, где работал в клиниках Вирхова и Траубе, Париж (у Шарко) и Страсбург (у Гоппе-Зейлера и Реклингаузена); по возвращении в Санкт-Петербург в 1873 году, он в качестве доцента стал читать лекции при клинике профессора С. П. Боткина (кафедра общей патологии и диагностики).
Как врач лейб-гвардии Гренадерского полка, с началом Русско-турецкой войны отправился на театр военных действий в Турции, во время войны принимал участие в борьбе с тифом.
В 1881 году был назначен ординарным профессором по кафедре госпитальной терапевтической клиники в Варшавском университете.
В 1890 году занял кафедру академической терапевтической клиники в Военно-медицинской академии, оставшуюся вакантной после кончины С. П. Боткина.
Состоял лейб-медиком Высочайшего двора, совещательным членом военно-медицинского совета министерства внутренних дел. Был председателем «Общества русских врачей» в Петербурге (в 1893—1906 годах) и товарищем председателя комитета «Санатории при Обществе русских врачей в Санкт-Петербурге».
Умер 25 октября 1906 года.

## Работы
Ещё студентом (в 1866 году) напечатал свою первую работу — «Опыты с отравлением лягушек солями бария, стронция и калия» («Медиц. Вестник»); с тех пор Попов опубликовал свыше 30 работ, среди которых:
- «Опыты над заражением животных извержениями холерных больных» («Архив Боткина», т. IV, диссертация на степень доктора медицины, 1871),
- «Исследование действия на животное тело живых дрожжей и организмов пастеровской жидкости» (там же, т. IV),
- «Сравнительное изучение действия некоторых лекарственных средств при сахарном мочеизнурении» (там же, т. IV),
- «О болотном брожении» («Сборник статей по судебной медицине и гигиене», 1875),
- «Об естественной патологической инъекции желчных ходов и других явлениях, наблюдаемых при перевязке общего желчного протока у животных» («Протоколы Общ. рус. врачей в СПб.», СПб., 1879—80),
- «Об изменениях головного мозга при брюшном и сыпном тифе и травматическом воспалении» («Варшавские Унив. Известия», 1882);
- там же — «Об осложнении крупозной пневмонии воспалением мозговых оболочек»,
- «Относительная недостаточность трехстворчатой заслонки etc.» («Соврем. Клин.», 1893, № 2 и «Berl. Klin. Woch.», 1893, № 20).